# Nisshin (Aichi)
Pour les articles homonymes, voir Nisshin.
Nisshin (日進市, Nisshin-shi) est une ville située dans la préfecture d'Aichi, sur l'île de Honshū, au Japon.

## Géographie

### Situation
Nisshin est située dans les plaines du centre de la préfecture d'Aichi, à l'est de Nagoya, au Japon.

### Démographie
Au 1er février 2016, la population de la ville est de 88 449 habitants, répartis sur une superficie de 34,91 km2.

## Histoire
Le village de Nisshin a été fondé le 10 mai 1906. En 1951, il devient un bourg, puis, le 1er janvier 1994, une ville.

## Culture locale et patrimoine

### Patrimoine architectural

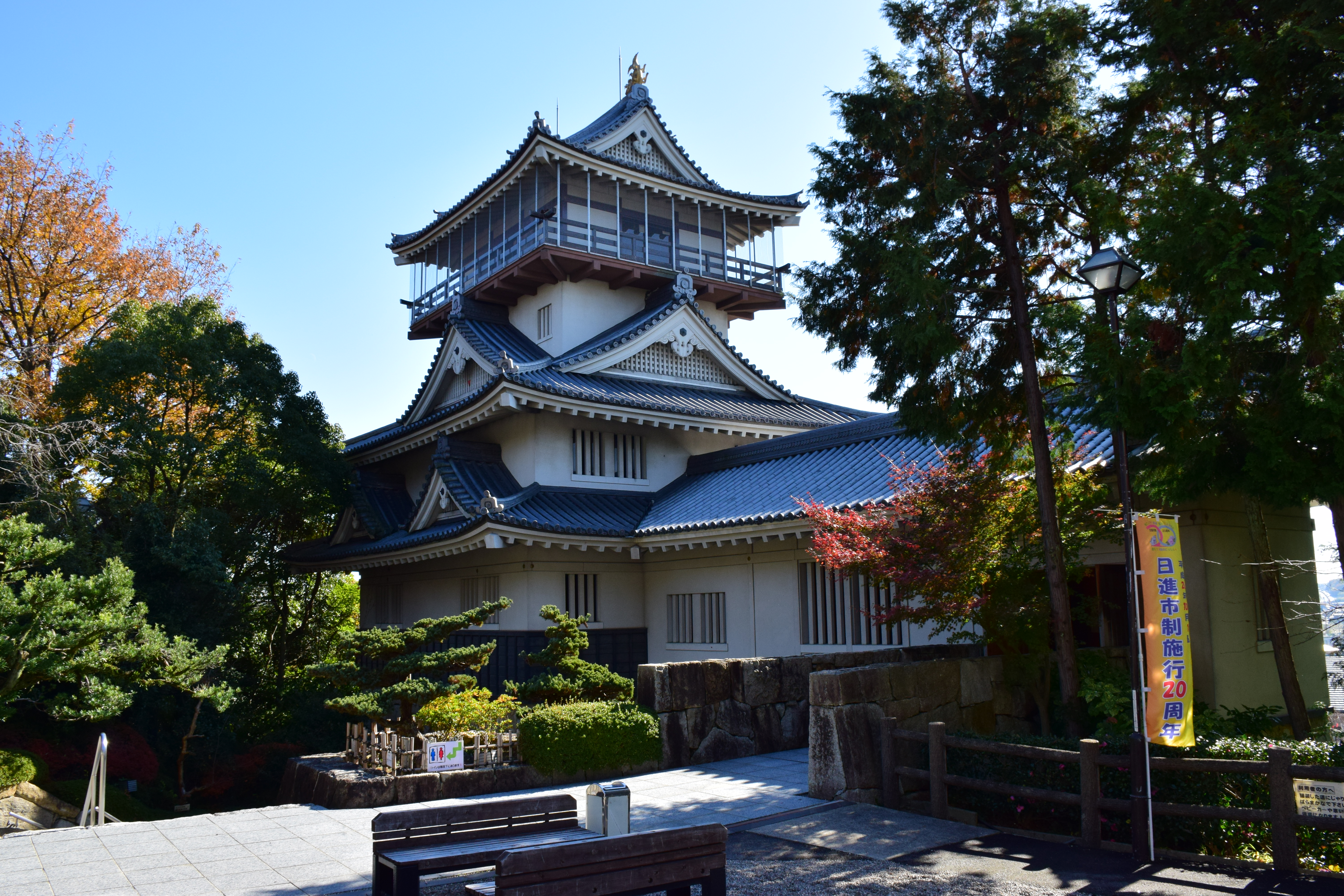
Château d'Iwasaki.

- Château d'Iwasaki

## Transports
Nisshin est desservie par la ligne Tsurumai du métro de Nagoya et par la ligne Toyota de la Meitetsu.